# Таль, Алона
Ало́на Таль (ивр. אלונה טל‎, англ. Alona Tal, род. 20 октября 1983, Герцлия) — израильская актриса. Известна по телесериалу «Сверхъестественное», в котором она сыграла Джо Харвелл.

## Биография
Алона Таль родилась 20 октября 1983 года в Герцлии, Израиль. На иврите её фамилия Таль означает «роса», а имя Алона происходит от слова «Алон» — «дуб». Служила в израильской армии в течение двух лет. Алона Таль училась в Тельма-Елин школе искусств в Тель-Авиве, а также в театральном институте Ли Страсберга в Нью-Йорке.
Карьера Алоны началась с детской музыкальной ленты «Пим Пам По 2», где она играла злую ведьму по имени Машефулу. Вскоре после этого она появилась в рекламных роликах стирального порошка. Её первая большая роль стала Лилах в телевизионной программе «להיות כוכב» («Быть звездой»). Одновременно с этим ей предложили роли в двух различных телевизионных сериалах. Первым сериалом была мыльная опера о семейном гостиничном бизнесе «Цимерим» («Гость номера»), а вторым — ситком «הפיג'מות» («Пижамы»), где она играла в трёх первых сезонах из восьми отснятых (2003—2004). Алона решает покинуть проекты, в которых была занята, чтобы показать свой удивительный музыкальный талант. Ей даже удалось записать несколько песен с израильским рэпером Subliminal.
Затем в её жизни возникает небольшой карьерный перерыв, и она решает переехать в Нью-Йорк, где живёт её сестра. Она встречает хип-хоп исполнителя Вайклефа Джина и исполняет с ним песню «Hafinaly» в 2002 году. Он даже упоминал себя в качестве её наставника. Вайклеф пытается помочь ей с её подлинной страстью, музыкой. После Нью-Йорка, Алона переезжает в Лос-Анджелес. Её приглашают на главную роль телесериала «Вероника Марс». Но позже режиссёр Роб Томас заменяет её на Кристен Белл. Тем не менее, Алона настолько понравилась ему своей игрой на кастинге, что он создает для неё роль Мэг Мэннинг. Эта роль длилась в общей сложности 10 эпизодов, последний из которых был показан 12 апреля 2006 года. Также Алона снялась в эпизодических ролях в сериалах «Седьмое небо», «Детектив Раш», «C.S.I.: Место преступления», «Главнокомандующий».
В начале 2006 года она сыграла в телесериале «Split decision» конькобежку Бэкс Кристенсен. Сериал не вышел в эфир, хотя предварительная пилотная версия была отснята. В августе 2006 года проходит кастинг в сериал «Сверхъестественное». Сначала Алона получила эпизодическую роль Алекс, подруги Дина Винчестера, но после многочисленных просьб фанатов, ей дают роль Джо Харвелл. Первый эпизод с Джо показали 5 октября 2006 года, а последний — в октябре 2011 года.
В конце 2006 года Алона снимается в фильме «Ни жив ни мёртв 2». В начале 2007 года получает роль Ребекки Кинг в сериале «Los Duques», который телекомпания CBS сначала отказалась транслировать. Но уже в мае объявили, что сериал все же будет показан, но переименовали его в «Тростник». Премьера состоялась 25 сентября 2007 года, сериал идёт по вторникам в 22:00 по каналу CBS.

## Личная жизнь
Алона Таль хорошо играет на фортепиано и учится играть на гитаре. Она заботится об окружающей среде. Предпочитает ездить на велосипеде, хотя у неё есть гибридный автомобиль. У неё четыре родные сестры, две старше и две младше и она очень по ним скучает. В Лос-Анджелесе дружит только с израильской моделью Николь Дэкстрой.
С 5 июня 2007 года, Алона состоит в браке с мексиканским актёром Маркосом Ферресом, с которым до этого они были близкими друзьями в течение трёх с половиной лет. Свадьба была в порту Тель-Авива. Родной язык — иврит.
7 марта 2017 года у пары родилась дочь, которую назвали Чарли.

## Фильмография
| Кино                  | Кино                         | Кино                                   | Кино              | Кино                            |
| Год                   | Русское название             | Оригинальное название                  | Роль              | Примечания                      |
| --------------------- | ---------------------------- | -------------------------------------- | ----------------- | ------------------------------- |
| 2007                  | Ни жив ни мёртв 2            | Half Past Dead                         | Элли              |                                 |
| 2007                  | Укради моё сердце            | Taking 5                               | Дэвон Томпсон     |                                 |
| 2008                  | Колледж                      | College                                | Джина             |                                 |
| 2011                  | Три дюйма                    | Three Inches                           | Лили Тереу        |                                 |
| 2013                  | Город порока                 | Broken City                            | Кэти Брэдшоу      |                                 |
| 2014                  |                              | Rescuing Madison                       | Мэдисон Парк      |                                 |
| 2015                  | Ночь живых мертвецов: Начало | Night of the Living Dead: Darkest Dawn | Хелен Купер       |                                 |
| 2015                  |                              | One Shot                               | Хлоя              |                                 |
| 2016                  |                              | Modern Love                            | Эмма              |                                 |
| Телевидение           |                              |                                        |                   |                                 |
| Год                   | Русское название             | Оригинальное название                  | Роль              | Примечания                      |
| 1996-2007             | Седьмое небо                 | 7th Heaven                             | друг Саймона      |                                 |
| 2008                  | Менталист                    | The Mentalist                          | Натали Эдра       | 1 эпизод                        |
| 2000-2008             | C.S.I.: Место преступления   | CSI: Crime Scene Investigation         | Талли Джордан     |                                 |
| 2003-2008             | Детектив Раш                 | Cold Case                              | Салли 1988        |                                 |
| 2004-2008             | Вероника Марс                | Veronica Mars                          | Мэг Мэннинг       |                                 |
| 2005-2006             | Главнокомандующий            | Commander in Chief                     | Кортни Винтерс    |                                 |
| 2006-2007, 2009, 2011 | Сверхъестественное           | Supernatural                           | Джо Харвелл       | 7 эпизодов                      |
| 2007                  | Тростник                     | Cane                                   | Ребекка Кинг      |                                 |
| 2007                  | Укради моё сердце            | Taking 5                               | Дэвон Томпсон     |                                 |
| 2007-2013             | Чёрная метка                 | Burn Notice                            | Соня              | 7 эпизодов                      |
| 2008                  | Рыцарь дорог                 | Knight Rider                           | Джули Нельсон     |                                 |
| 2009                  | Воздействие                  | Leverage                               | Кайя Линн Голд    |                                 |
| 2009                  | Обмани меня                  | Lie to Me                              | Бекки Терли       |                                 |
| 2009                  | Детектив Монк                | Monk                                   | Молли Эванс       |                                 |
| 2011                  | Милые обманщицы              | Pretty Little Liars                    | Симон             | Эпизод: «Careful What U Wish 4» |
| 2012                  | Культ                        | Cult                                   | Келли Коллинз     |                                 |
| 2014-2016             | Десница Божья                | Hand of God                            | Джоселин Харрис   |                                 |
| 2020                  | И повсюду тлеют пожары       | Little Fires Everywhere                | Линда в молодости | Эпизод: «The Uncanny»           |
| 2024                  | Кросс                        | Cross                                  | Кайла Крэйг       |                                 |